# Pachylophus punctifemur
Pachylophus punctifemur är en tvåvingeart som beskrevs av Curtis W. Sabrosky 1945. Pachylophus punctifemur ingår i släktet Pachylophus och familjen fritflugor. Inga underarter finns listade i Catalogue of Life.